# Milititsa
Milititsa is een geslacht van rechtvleugeligen uit de familie sabelsprinkhanen (Tettigoniidae). De wetenschappelijke naam van dit geslacht is voor het eerst geldig gepubliceerd in 1900 door Burr.

## Soorten
Het geslacht Milititsa  is monotypisch en omvat slechts de volgende soort:
- Milititsa somaliensis (Burr, 1900)